# Grace Gaustad
Grace Gaustad est une chanteuse et compositrice américaine basée à Los Angeles.
Gaustad prend de l'importance en 2018 lorsqu'elle lance une chaîne YouTube avec sa reprise de Take Me to Church de Hozier qui reçoit plus de 25 millions de vues,.
Welcome to Jupiter 1.0, son deuxième EP, sort en 2021.

## Biographie
Gaustad sort son premier album, BLKBX: wht ru hding, en août 2021. L'album présente des liens avec l'association caritative de Gaustad, le projet BLKBX, et aborde les expériences de Grace en matière d'intimidation et de croissance au sein de la communauté LGBTQ+,.
93 Days, l'un des singles de BLKBX, mettant en vedette l'actrice Mariska Hargitay dans son clip, tout comme GAGA dans son album de 2022, PILLBX,.
La chanson Hero de Gaustad en 2022 est incluse dans la bande originale de la série Rescued by Ruby de Netflix.
En juin 2022, Gaustad commence à sortir des chansons de son deuxième album, PILLBX: whts ur fantasy. Le single de novembre 2022 Like a Person, sorti après la fusillade de la discothèque de Colorado Springs, parle de l'expérience de Gaustad en tant que membre de la communauté LGBTQ+. Le clip vidéo présente l'activiste et influenceuse trans Dylan Mulvaney.
Grace s'identifie comme non binaire et utilise les pronoms they/them (iel/ellui),,,. Sa mère est Cristina Carlino de la compagnie de cosmétique Philosophy.

## Discographie

### Albums
- BLKBX: wht ru hding? (2021, auto-réalisé)
- PILLBX : whts ur fantasy? (2022) [7]

### Singles et EP
- Walk (single, 2017)
- Take Me to Church (single, 2018)
- Human (EP, 2019, Red Light Management)
- No You to Me (single, 2021)
- Freedom (single, 2021)
- Welcome to Jupiter 1.0 (EP, 2021)
- Out of Time (single, 2021)
- PILLBX (single, 2022)
- GAGA (single, 2022)